# 凝聚态物理学年评
《凝聚态物理学年评》（英語：Annual Review of Condensed Matter Physics）是美国年度评论出版社出版的同行评审综述期刊，每年出一刊，刊登凝聚态物理学及相关学科的综述文章，2010年创刊。根据2015年汤森路透的期刊引证报告，2014年《凝聚态物理学年评》的影响因子为14.786，在科学引文索引收录的67种凝聚态物理学科杂志中排名第五。